# Volley-ball aux Jeux panarabes
Les Jeux panarabes de volley-ball opposent les nations arabes qui se qualifient pour les Jeux panarabes. Le volley-ball est apparu en 1957 lors de la 2e édition des Jeux panarabes.

## Palmarès masculin
| 1957 Détails | Beyrouth   | Tunisie                            | Liban                              | Syrie                              |                                    |
| 1961 Détails | Casablanca | pas de compétitions de volley-ball | pas de compétitions de volley-ball | pas de compétitions de volley-ball | pas de compétitions de volley-ball |
| 1965 Détails | Le Caire   | République arabe unie              | Syrie                              | Liban                              |                                    |
| 1976 Détails | Damas      |                                    |                                    |                                    |                                    |
| 1985 Détails | Rabat      | Tunisie                            | Irak                               | Arabie saoudite                    | Maroc                              |
| 1992 Détails | Damas      | Bahreïn                            | Koweït                             | Syrie                              |                                    |
| 1997 Détails | Beyrouth   | Algérie                            | Arabie saoudite                    | Koweït                             | Bahreïn                            |
| 1999 Détails | Amman      | Tunisie                            | Égypte                             | Bahreïn Liban                      | -                                  |
| 2004 Détails | Alger      | Égypte                             | Algérie                            | Tunisie                            | Arabie saoudite                    |
| 2007 Détails | Le Caire   | Qatar                              | Bahreïn                            | Égypte                             | Arabie saoudite                    |
| 2011 Détails | Doha       | Égypte                             | Qatar                              | Algérie                            | Koweït                             |
| 2023 Détails | Alger      | Libye                              | Algérie                            | Qatar                              | Jordanie                           |

## Palmarès féminin
| 1985 Détails | Rabat    | Maroc                                      | Tunisie                                    | Irak                                       | Yémen du Sud                               |
| 1992 Détails | Damas    | Égypte                                     | Tunisie                                    | Syrie                                      |                                            |
| 1997 Détails | Beyrouth | Égypte                                     | Algérie                                    | Maroc                                      | Liban                                      |
| 1999 Détails | Amman    | Égypte                                     | Tunisie                                    | Algérie                                    | Syrie                                      |
| 2004 et 2007 |          | pas de compétitions de volley-ball féminin | pas de compétitions de volley-ball féminin | pas de compétitions de volley-ball féminin | pas de compétitions de volley-ball féminin |
| 2011 Détails | Doha     | Égypte                                     | Algérie                                    | Émirats arabes unis                        | Koweït                                     |
| 2023 Détails | Alger    | Algérie                                    | Tunisie                                    | Jordanie                                   | Émirats arabes unis                        |